# Laureola longispina
Laureola longispina là một loài chân đều trong họ Armadillidae. Loài này được Barnard miêu tả khoa học năm 1956.